# San Joaquín, Michoacán de Ocampo
San Joaquín är en ort i Mexiko.   Den ligger i kommunen La Piedad och delstaten Michoacán de Ocampo, i den centrala delen av landet, 300 km väster om huvudstaden Mexico City. San Joaquín ligger 1 668 meter över havet och antalet invånare är 104.
Terrängen runt San Joaquín är platt åt nordost, men åt sydväst är den kuperad. Runt San Joaquín är det tätbefolkat, med 343 invånare per kvadratkilometer. Närmaste större samhälle är La Piedad Cavadas, 6,4 km sydost om San Joaquín. I omgivningarna runt San Joaquín växer huvudsakligen savannskog.